# Lopez Lomong
Lopez Lomong (Kimotong, Sudán del Sur, 5 de enero de 1985), nacido Lopepe Lomong, es un atleta sursudanés nacionalizado estadounidense y especializado en carreras de media distancia.
Es uno de los niños perdidos de Sudán que llegó a los Estados Unidos a la edad de 16 años y se convirtió en ciudadano de los EE.UU. en 2007.
Consiguió la clasificación para los Juegos Olímpicos de Pekín 2008 en la prueba de los 1500 metros lisos en los trials de Estados Unidos disputados en Eugene, Oregón. Fue el abanderado de la delegación de los Estados Unidos durante la ceremonia de apertura de los Juegos Olímpicos de Pekín 2008.

## Primeros años
Lomong pasó diez años en el campo de refugiados de Kakuma en el condado de Turkana, al noreste de Kenia, antes de ser trasladado a los Estados Unidos a través del programa de menores refugiados no acompañados de Toomey Residential and Community Services. Su nombre «López» era un apodo del campamento de refugiados que más tarde adoptó oficialmente. A pesar de que inicialmente asumió que sus padres habían sido asesinados por el Ejército de Liberación del Pueblo en Sudán, en 2003 consiguió reunirse con su madre y su familia, que ahora viven fuera de Nairobi. La primera vez que regresó a su pueblo natal fue en diciembre de 2006.
Tuvo su inspiración para convertirse en un corredor después de ver Michael Johnson en los Juegos Olímpicos de Sídney 2000 en televisión.
Es uno de los Niños Perdidos del Sudán. Fue reasentado en los Estados Unidos a través de del programa de Menores Refugiados No Acompañados con Barbara y Robert Rogers, en el estado de Nueva York. Desde entonces los Rogers han ayudado a otros muchos refugiados sudaneses.
Asistió a la escuela secundaria Tully en Tully, Nueva York, ingresando en un nivel de décimo grado. En la escuela secundaria, ayudó a liderar los equipos de cross-country y atletismo a títulos seccionales y estatales,  y después de asistir brevemente a la Universidad Estatal de Norfolk, más tarde compitió para la Universidad del Norte de Arizona. En 2007, fue campeón de la primera división de la NCAA en la carrera de los 3000 metros al aire libre y campeón, también, de los 1500 metros.
Se nacionalizó estadounidense el 6 de julio de 2007.

## Carreras

### En los Juegos Olímpicos 2008
Se clasificó para el equipo de los Estados Unidos de los Juegos Olímpicos de Pekín 2008 el 6 de julio de 2008, un año después de obtener su nacionalidad norteamericana. "Ahora no solo soy uno de los Niños Perdidos del Sudan..." le dijo a la prensa "...ahora soy americano".
Después de su éxito en el nivel universitario, firmó un contrato con Nike y comenzó  a competir profesionalmente. Se especializó en los 1500 metros lisos, pero es un serio contendiente en todas las carreras de media distancia, desde los 800 m hasta los 5 kilómetros. En 2008 terminó 5º en la final de 800 m durante las pruebas de selección Pre-Olímpicas de Estados Unidos, que corrió como parte de su preparación para los 1500 metros.
Fue eliminado en las semifinales de los 1500 en los Juegos Olímpicos de Pekín 2008. También compitió en los Juegos Olímpicos de Londres 2012.